# The Suspect (1944)
The Suspect is een Amerikaanse film noir uit 1944 onder regie van Robert Siodmak. Het scenario is gebaseerd op de roman This Way Out (1940) van de Amerikaanse auteur James Ronald. De film werd in Nederland destijds uitgebracht onder de titel De verdachte.

## Verhaal
Philip is een Londense boekhouder, die thuis onder de plak zit. Hij wordt langzaamaan verliefd op Mary, een jonge stenografe. Hij blijft trouw aan zijn vrouw Cora, maar zij ruikt onraad en dreigt ermee een schandaal te maken.

## Rolverdeling
| Acteur           | Personage        |
| ---------------- | ---------------- |
| Charles Laughton | Philip           |
| Ella Raines      | Mary             |
| Dean Harens      | John             |
| Stanley Ridges   | Huxley           |
| Henry Daniell    | Mijnheer Simmons |
| Rosalind Ivan    | Cora             |
| Molly Lamont     | Mevrouw Simmons  |
| Raymond Severn   | Merridew         |
| Eve Amber        | Sybil            |
| Maude Eburne     | Mevrouw Packer   |
| Clifford Brooke  | Mijnheer Packer  |